# Proton Persona
Proton Persona – samochód osobowy typu sedan produkowany od 2007 roku przez malezyjski koncern Proton.

## Historia modelu

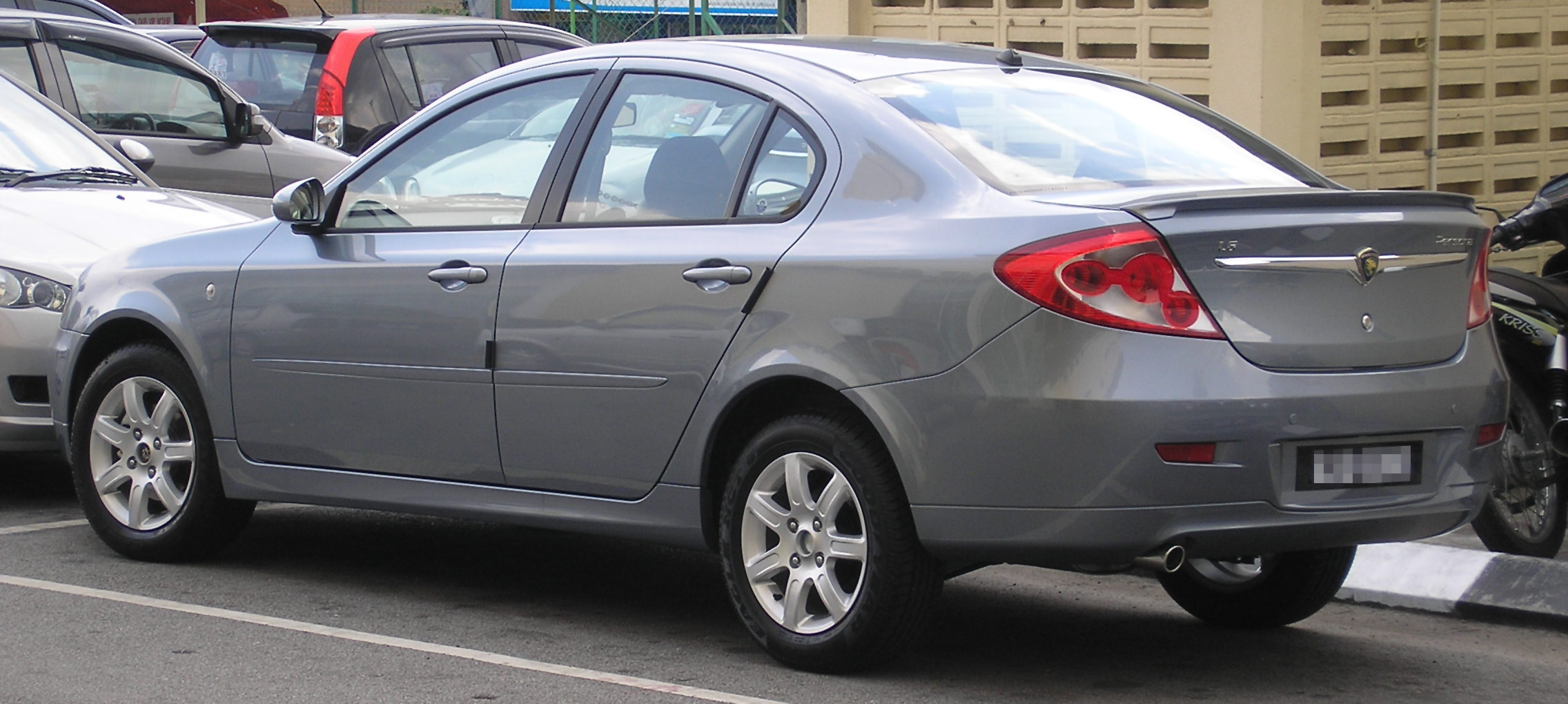
Proton Persona - tył

Pierwotnie w latach 1993 - 2008 nazwa Persona była nazwą eksportową modelu Wira. W 2007 roku na Serdang Motor Show Proton zaprezentował nowy model, który jest odmianą sedan modelu Gen-2. Persona zastąpiła bazujący na Mitsubishi Lancer model Proton Wira w wersji sedan. Sprzedaż prowadzona jest w Malezji, Indonezji, Australii oraz w Wielkiej Brytanii i Irlandii. W Europie i Indonezji Persona jest sprzedawana jako Gen-2 Persona. W sierpniu 2008 chiński producent Europestar wykupił licencję na ten model i produkuje go od 2009 roku pod nazwą Europestar Persona.